# Szczyt NATO w Waszyngtonie 1978
Szczyt NATO w Waszyngtonie 1978 – 5. szczyt NATO zorganizowany w Waszyngtonie w dniach 30–31 maja 1978.
Szczyt NATO w Waszyngtonie poświęcony był przede wszystkim ocenie realizacji postanowień szczytu londyńskiego. Dyskutowano o długoterminowych kierunkach rozwoju relacji Wschód–Zachód, sytuacji Berlina i Niemiec, przeglądzie wniosków z Konferencji Bezpieczeństwa i Współpracy w Europie w Belgradzie, a także dokonano oceny osiągnięć Komitetu Naukowego NATO w 20. rocznicę jego utworzenia. Ponadto podkreślono potrzebę wzmocnienia południowo-wschodniej flanki Sojuszu NATO, odniesiono się do rokowań w sprawie ograniczenia zbrojeń strategicznych oraz zrównoważonej redukcji sił . Przywódcy państw zatwierdzili też długoterminowy program obrony, którego celem było uzyskanie przez Sojusz Północnoatlantycki w ciągu 15 lat przewagi strategicznej nad siłami Układu Warszawskiego.

## Postanowienia szczytu
Podsumowaniem szczytu był Komunikat końcowy. Zawarto w nim stwierdzenie, że Sojusz Północnoatlantycki służy zapewnieniu bezpieczeństwa, wzmocnieniu współpracy i spójności oraz promowaniu pokoju. Powtórzono, że państwa NATO muszą pozostać solidarne i czujne wobec zagrożeń ze strony bloku wschodniego i utrzymywać siły zbrojne na poziomie niezbędnym do przeciwstawienia się działaniom ofensywnym Układu Warszawskiego. Jednocześnie muszą promować ideę détente, czyli gotowości do współpracy i negocjacji.
W sprawach dotyczących Berlina i Niemiec, uczestnicy szczytu potwierdzili konieczność wdrożenia wszystkich postanowień porozumienia czterech mocarstw w sprawie Berlina. Ponadto Sojusznicy z zadowoleniem przyjęli ustalenia KBWE w Belgradzie i zwrócili uwagę przestrzeganie praw człowieka i kwestie humanitarne.
Sprzymierzeni opowiedzieli się też za prowadzeniem działań na rzecz budowy skutecznego i sprawiedliwego systemu gospodarczego oraz za udzielaniem pomocy krajom rozwijającym się. Wezwano przy tym kraje Układu Warszawskiego do pełnego uczestnictwa w tym przedsięwzięciu. Z satysfakcją przyjęto osiągnięcia w tym zakresie Komitetu Naukowego NATO. Zwrócono uwagę, że trudności w utrzymaniu trwałego wzrostu gospodarczego wpływają na zdolność niektórych członków Sojuszu Północnoatlantyckiego do zapewnienia skutecznego wysiłku obronnego, a kraje te potrzebują także pomocy w zakresie poprawy standardów życiowych swoich mieszkańców.
Podczas szczytu z satysfakcją odnotowano spotkanie premierów Grecji i Turcji. Potwierdzono znaczenie obrony południowo-wschodniej flanki NATO. Ponadto odniesiono się do sytuacji na Bliskim Wschodzie i wyrażono nadzieję, że starania zmierzające do kompleksowego rozwiązania problemów w tym obszarze będą kontynuowane.
W zakresie utrzymania równowagi militarnej wyrażono zaniepokojenie z powodu rozbudowy ofensywnych sił Układu Warszawskiego. Podkreślono, że skuteczne i zweryfikowane ograniczenie liczby broni konwencjonalnej jest warunkiem koniecznym trwałej poprawy stosunków między Wschodem a Zachodem. Strona zachodnia zapowiedziała wzmocnienie swoich zdolności obronnych, ale również promowanie negocjacji w sprawie kontroli zbrojeń i porozumień rozbrojeniowych. Dyskutowano też na temat amerykańsko-radzieckich negocjacji ograniczających zbrojenia strategiczne. Z zadowoleniem przyjęto postępy w tej dziedzinie oraz wyrażono poparcie dla amerykańskich wysiłków zmierzających do zawarcia porozumienia o zwiększeniu stabilności strategicznej. Udzielono także poparcia dla specjalnej sesji ONZ w sprawie rozbrojenia. Uznano, że z uwagi na niebezpieczeństwo rozprzestrzeniania broni jądrowej oraz potrzeby krajów rozwijających się, współpraca w zakresie rozbrojenia i kontroli zbrojeń jest pilnym zadaniem wszystkich krajów. Zwrócono jednak uwagę, że do czasu osiągnięcia na kontynencie europejskim równowagi militarnej, sojusznicy nadal będą przeznaczać znaczne środki na rozbudowę własnych sił niezbędnych do odstraszania i obrony, a zapewnienie broni nowej generacji wymagać będzie jak najefektywniejszego wykorzystania zasobów obronnych i pogłębionej współpracy w zakresie pozyskania uzbrojenia.
Podczas szczytu przywódcy państw rozpatrzyli przygotowany przez swoich ministrów obrony raport LTDP dotyczący długoterminowych kierunków rozwoju w stosunkach Wschód–Zachód. Zaakceptowali też programy obejmujące: poprawę gotowości sił NATO i mobilizacji rezerw, wzmocnienie obrony powietrznej NATO, przeciwdziałanie elektronicznemu zagrożeniu, umocnienie pozycji morskiej NATO, zapewnienie skuteczniejszego wsparcia logistycznego wszystkim siłom zbrojnym oraz ulepszenie struktury dowodzenia, kontroli i komunikacji NATO. Europejscy sojusznicy z zadowoleniem przyjęli zamiar Stanów Zjednoczonych, aby do 1982 rozmieścić ciężki sprzęt dla trzech dodatkowych związków taktycznych na Centralnym Teatrze Działań Wojennych i modernizację sił jądrowych na Europejskim Teatrze Wojny. Wezwali państwa oraz Kwaterę Główną NATO do energicznych działań.
Szczyt i jego postanowienia stały się kierunkowskazem dla działań ministrów spraw zagranicznych i ministrów obrony państw NATO. Podczas specjalnej sesji Rady Północnoatlantyckiej, 12 grudnia 1979 podjęto ważną, a zarazem kontrowersyjną decyzję o rozmieszczeniu w Europie dodatkowych 572 systemów jądrowych, w tym 108 systemów rakietowych MGM-31B Pershing II, które miały zastąpić amerykańskie MGM-31A Pershing I, oraz 464 manewrujące pociski rakietowe BGM 109G GLCM. Traktowano to jako „proporcjonalną odpowiedź” na rozmieszczenie rosyjskich pocisków balistycznych średniego zasięgu. Zaznaczono, że Układ Warszawski przez lata rozwijał systemy jądrowe, które bezpośrednio zagrażają członkom NATO.